# Resolução 17 do Conselho de Segurança das Nações Unidas
Resolução 17 do Conselho de Segurança das Nações Unidas, aprovada em 10 de fevereiro de 1947, decidiu que a comissão criada pela Resolução 15 do Conselho de Segurança das Nações Unidas não tinha competência para solicitar os governos da Grécia, Albânia, Bulgária ou Iugoslávia para adiar as execuções de qualquer um dos seus presos políticos, a menos que pudesse dar testemunho de que ajudaria a comissão na sua tarefa.
A resolução foi aprovada por 9 votos, com duas abstenções da Polônia e da União Soviética.